# Stadt-Omnibus Bern
Stadt-Omnibus Bern, abgekürzt SOB, war ein kommunales Verkehrsunternehmen in der schweizerischen Bundesstadt Bern. Es wurde 1922 gegründet, im November 1923 befürworteten die Berner Stimmbürger einen Beschaffungskredit für sieben Omnibusse und den Bau eines Depots. Bereits ein Jahr später, am 16. November 1924 konnte die erste Stadtbus-Linie der Schweiz ihren regulären Betrieb aufnehmen.  
Zum 1. September 1947 fusionierte die SOB schliesslich mit der Städtische Strassenbahnen Bern (SSB) die für die 1890 eröffnete Strassenbahn Bern und den 1940 eröffneten Trolleybus Bern zuständig war. Es entstanden damals die Städtischen Verkehrsbetrieben Bern (SVB), seither gilt auch ein einheitlicher Tarif für die drei Betriebsarten Tram, Trolleybus und Autobus. Damit wurde einer Petition aus der Bevölkerung entsprochen, die vier Jahre zuvor im Gemeinderat behandelt worden war.